# جبهه اروپایی جنگ جهانی دوم
جبهه اروپایی جنگ جهانی دوم (انگلیسی: European theatre of World War II) جبهه (جنگ) اصلی نبرد در طول جنگ جهانی دوم بود. تقریباً شش سال اروپا شاهد نبردهای سنگین در سراسر این قاره بود که با حمله آلمان به لهستان در ۱ سپتامبر ۱۹۳۹ شروع شد و  با فتح بیشتر اروپای غربی توسط متفقین جنگ جهانی دوم و اتحاد جماهیر شوروی سوسیالیستی و تسلیم بی‌قید و شرط آلمان در ۸ مه ۱۹۴۵ در روز پیروزی در اروپا به پایان رسید.